# Élections législatives de 2012 en Tarn-et-Garonne
Les élections législatives françaises de 2012 se déroulent les 10 et 17 juin 2012. Dans le département de Tarn-et-Garonne, non concerné par le redécoupage électoral, deux députés sont à élire dans le cadre de deux circonscriptions.

## Élus
| Circonscription | Député sortant   | Parti | Parti | Groupe | Député élu ou réélu | Parti | Parti | Groupe |
| --------------- | ---------------- | ----- | ----- | ------ | ------------------- | ----- | ----- | ------ |
| 1re             | Brigitte Barèges |       | UMP   | UMP    | Valérie Rabault     |       | PS    | SRC    |
| 2e              | Sylvia Pinel     |       | PRG   | SRC    | Sylvia Pinel        |       | PRG   | RRDP   |

## Positionnement des partis

### PS - PRG
En alliance, le PS présente un candidat dans la première circonscription et soutient celui du PRG dans la deuxième. Le PRG soutient donc le candidat PS dans la première circonscription. Les 2 candidates seront élues.

## Résultats

### Analyse
Alors que l'UMP arrive en tête en nombre de voix au premier tour au niveau départemental, Brigitte Barèges est battue au second tour par le PS et Philippe de Vergnette ne se qualifie pas au second tour dans sa circonscription.
La candidate FN dans la deuxième circonscription se qualifie au second tour mais Sylvia Pinel est réélue.

### Résultats à l'échelle du département
| Parti          | Parti                             | Premier tour | Premier tour | Second tour | Second tour | Sièges |
| Parti          | Parti                             | Voix         | %            | Voix        | %           | Sièges |
| -------------- | --------------------------------- | ------------ | ------------ | ----------- | ----------- | ------ |
|                | Parti radical de gauche           | 22 887       | 21,09        | 30 445      | 29,00       | 1      |
|                | Parti socialiste                  | 20 657       | 19,04        | 29 270      | 27,88       | 1      |
|                | Europe Écologie Les Verts         | 3 421        | 3,15         |             |             | 0      |
|                | Divers gauche dont MRC            | 1 237        | 1,14         | 0           |             |        |
|                | Majorité présidentielle           | 48 202       | 44,42        | 59 715      | 56,89       | 2      |
|                |                                   |              |              |             |             |        |
|                | Union pour un mouvement populaire | 27 178       | 25,05        | 24 841      | 23,66       | 0      |
|                | Divers droite dont DLR et PCD     | 5 837        | 5,38         |             |             | 0      |
|                | Nouveau centre                    | 266          | 0,25         | 0           |             |        |
|                | Droite parlementaire              | 33 281       | 30,68        | 24 841      | 23,66       | 0      |
|                |                                   |              |              |             |             |        |
|                | Front national                    | 18 271       | 16,84        | 20 417      | 19,45       | 0      |
|                | Front de gauche                   | 6 311        | 5,82         |             |             | 0      |
|                | Mouvement démocrate               | 1 071        | 0,99         | 0           |             |        |
|                | Extrême gauche dont LO            | 496          | 0,46         | 0           |             |        |
|                | Divers écologiste dont AÉI        | 457          | 0,42         | 0           |             |        |
|                | Divers                            | 414          | 0,38         | 0           |             |        |
|                |                                   |              |              |             |             |        |
| Inscrits       | Inscrits                          | 175 409      | 100,00       | 175 401     | 100,00      | 2      |
| Abstentions    | Abstentions                       | 64 795       | 36,94        | 64 657      | 36,86       |        |
| Votants        | Votants                           | 110 614      | 63,06        | 110 744     | 63,14       |        |
| Blancs et nuls | Blancs et nuls                    | 2 111        | 1,91         | 5 771       | 5,21        |        |
| Exprimés       | Exprimés                          | 108 503      | 98,09        | 104 973     | 94,79       |        |

### Résultats par circonscription

#### Première circonscription (Montauban)
| Candidat       | Candidat                              | Parti          | Premier tour | Premier tour | Second tour | Second tour |  |
| Candidat       | Candidat                              | Parti          | Voix         | %            | Voix        | %           |  |
| -------------- | ------------------------------------- | -------------- | ------------ | ------------ | ----------- | ----------- |  |
|                | Valérie Rabault élue                  | PS             | 20 657       | 38,20        | 29 270      | 54,09       |  |
|                | Brigitte Barèges sortante             | UMP            | 17 716       | 32,76        | 24 841      | 45,91       |  |
|                | Thierry Viallon                       | FN             | 7 814        | 14,45        |             |             |  |
|                | AlainRousseau                         | FG (PCF)       | 3 333        | 6,16         |             |             |  |
|                | Jean-Jacques Boyer                    | EÉLV           | 1 512        | 2,80         |             |             |  |
|                | Thierry Faget                         | MoDem          | 1 071        | 1,98         |             |             |  |
|                | François Mouchard                     | Divers         | 737          | 1,36         |             |             |  |
|                | Catherine Le Boulanger                | AÉI            | 457          | 0,85         |             |             |  |
|                | Jean-Claude Fontayne                  | PCD            | 361          | 0,67         |             |             |  |
|                | Richard Blanco                        | LO             | 234          | 0,43         |             |             |  |
|                | Jean-Francois Grilhault Des Fontaines | S&P            | 182          | 0,34         |             |             |  |
|                |                                       |                |              |              |             |             |  |
| Inscrits       | Inscrits                              | Inscrits       | 86 113       | 100,00       | 86 112      | 100,00      |  |
| Abstentions    | Abstentions                           | Abstentions    | 31 095       | 36,11        | 30 067      | 34,92       |  |
| Votants        | Votants                               | Votants        | 55 018       | 63,89        | 56 045      | 65,08       |  |
| Blancs et nuls | Blancs et nuls                        | Blancs et nuls | 944          | 1,72         | 1 934       | 3,45        |  |
| Exprimés       | Exprimés                              | Exprimés       | 54 074       | 98,28        | 54 111      | 96,55       |  |

#### Deuxième circonscription (Castelsarrasin - Moissac)
| Candidat       | Candidat                     | Parti          | Premier tour | Premier tour | Second tour | Second tour |  |
| Candidat       | Candidat                     | Parti          | Voix         | %            | Voix        | %           |  |
| -------------- | ---------------------------- | -------------- | ------------ | ------------ | ----------- | ----------- |  |
|                | Sylvia Pinel sortante réélue | PRG (PS)       | 22 887       | 42,05        | 30 445      | 59,86       |  |
|                | Marie-Claude Dulac           | FN             | 10 457       | 19,21        | 20 417      | 40,14       |  |
|                | Philippe de Vergnette        | UMP            | 9 462        | 17,38        |             |             |  |
|                | Jacques Briat                | Divers droite  | 4 560        | 8,38         |             |             |  |
|                | Maximilien Reynes-Dupleix    | FG (PCF)       | 2 978        | 5,47         |             |             |  |
|                | Joëlle Simonet               | EÉLV           | 1 909        | 3,51         |             |             |  |
|                | Sophie Pla                   | Divers droite  | 554          | 1,02         |             |             |  |
|                | Jean-Paul Damaggio           | SÉGA           | 500          | 0,92         |             |             |  |
|                | Brigitte Ventre              | DLR            | 362          | 0,67         |             |             |  |
|                | Sabine Richard-Nicolas       | NC             | 266          | 0,49         |             |             |  |
|                | Françoise Ratsimba           | LO             | 262          | 0,48         |             |             |  |
|                | Cédric Levieux               | Pirate         | 232          | 0,43         |             |             |  |
|                |                              |                |              |              |             |             |  |
| Inscrits       | Inscrits                     | Inscrits       | 89 296       | 100,00       | 89 289      | 100,00      |  |
| Abstentions    | Abstentions                  | Abstentions    | 33 700       | 37,74        | 34 590      | 38,74       |  |
| Votants        | Votants                      | Votants        | 55 596       | 62,26        | 54 699      | 61,26       |  |
| Blancs et nuls | Blancs et nuls               | Blancs et nuls | 1 167        | 2,1          | 3 837       | 7,01        |  |
| Exprimés       | Exprimés                     | Exprimés       | 54 429       | 97,9         | 50 862      | 92,99       |  |